# Killer (Tech N9ne)
Killer è il settimo album in studio del rapper statunitense Tech N9ne, pubblicato nel 2008.

## Tracce
Disco 1
1. Dr. Frazier's Office (Intro Skit) – 1:21
2. Like Yeah – 4:19
3. Wheaties (featuring Shawnna) – 4:09
4. Everybody Move – 3:38
5. Get the Fuck Outta Here (featuring The Popper & Paul Wall) – 4:28
6. The Waitress – 4:09
7. Crybaby – 4:36
8. Shit Is Real – 3:43
9. Blackboy (featuring Brother J, Ice Cube & Krizz Kaliko) – 4:46
10. Pillow Talkin' (featuring Scarface) – 3:43
11. Paint a Dark Picture (featuring The Dirtball) – 4:39
12. Hope for a Higher Power – 5:57
13. Worst Case Scenario (Skit) (featuring Krizz Kaliko & Scenario) – 1:51
14. Psycho Bitch II (featuring Liquid Assassin) – 5:48
15. Poisonous (featuring Liz Suwandi) – 2:42
16. Too Much (featuring Kutt Calhoun) – 3:03

Disco 2
1. I Love You But Fuck You – 5:23
2. One Good Time – 4:29
3. Drill Team (featuring BG Bulletwound, Krizz Kaliko & Snug Brim) – 5:16
4. Beat You Up (featuring Big Scoob, Lebowski & The Weapon) – 5:13
5. Let's Go (featuring Kutt Calhoun & Mistah F.A.B.) – 3:25
6. Why You Ain't Call Me – 4:31
7. Seven Words (featuring Krizz Kaliko & Skatterman) – 4:51
8. The Sexorcist (Infomercial) (featuring Krizz Kaliko) – 3:40
9. Killa Call (Skit) (featuring Killa C) – 0:32
10. Enjoy (featuring Bosko & Krizz Kaliko) – 4:05
11. Elbow Macaroni (Skit) – 1:30
12. I Am Everything (featuring Hed PE & Kottonmouth Kings) – 3:35
13. Happy Ending – 4:44
14. Can't Shake It (featuring Krizz Kaliko & Robert Rebeck) – 3:38
15. Holier Than Thou (featuring Krizz Kaliko & Strange Lane Choir) – 5:23
16. Last Words – 4:14